# Teselacija
Tlakovanje, tudi pokritje ravnine ali teselácija je mozaična razporeditev geometrijskih likov po ravnini (tudi: po ploskvi, redkeje: razporeditev teles po prostoru) tako, da se liki stikajo z robovi brez vrzeli hkrati pa se liki tudi ne prekrivajo (podobno kot pri mozaiku). Izraz teselacija izhaja iz latinske besede tessella, ki pomeni ploščat kamenček (lahko tudi košček keramike ali stekla) za izdelavo mozaika.
Teselacijo lahko zasledimo v umetnosti že od samih začetkov likovnega izražanja. V novejšem času se je veliko ukvarjal s teselacijo nizozemski grafik Maurits Cornelis Escher.

## Pravilna in polpravilna tlakovanja
Za matematiko so najzanimivejše pravilna in polpravilna tlakovanja.
Pravilno tlakovanje (ali pravilno pokritje ravnine) je sestavljeno iz samih skladnih pravilnih večkotnikov. Obstajajo samo tri pravilna tlakovanja: 
- pokritje ravnine z enakostraničnimi trikotniki
- pokritje ravnine s kvadrati
- pokritje ravnine s pravilnimi šestkotniki

| Trikotniško tlakovanje | Kvadratno tlakovanje | Šestkotniško tlakovanje |

Polpravilno tlakovanje je sestavljeno iz pravilnih večkotnikov različnih oblik in velikosti. Zanimiva so tudi pokritja ravnine z večkotniki, ki niso pravilni (rombi, pravokotniki ipd.).
|  |  |  |